# Secor Brook
Secor Brook – rzeka w Stanach Zjednoczonych, w stanie Nowy Jork, w hrabstwie Putnam. Jest dopływem rzeki Muscoot. Zarówno powierzchnia zlewni, jak i długość cieku nie zostały oszacowane przez USGS.